# Sparta in het seizoen 1966/67
Het seizoen 1966/1967 was het 13e jaar in het bestaan van de Rotterdamse betaaldvoetbalclub Sparta. De club kwam uit in de Eredivisie en eindigde daarin op de derde plaats. Tevens deed de club mee aan het toernooi om de KNVB Beker, hierin werd in de tweede ronde verloren van Go Ahead (0–1).

## Wedstrijdstatistieken

### Eredivisie
|       | ADO   | Ajax  | DOS   | DWS   | Elinkwijk | Feijenoord | Fortuna '54 | Go Ahead | GVAV  | MVV   | NAC   | PSV   | Sittardia | Telstar | FC Twente '65 | Willem II | Xerxes |
| ----- | ----- | ----- | ----- | ----- | --------- | ---------- | ----------- | -------- | ----- | ----- | ----- | ----- | --------- | ------- | ------------- | --------- | ------ |
| Thuis | 4 – 2 | 2 – 1 | 2 – 0 | 1 – 0 | 2 – 0     | 0 – 0      | 4 – 0       | 1 – 0    | 2 – 0 | 2 – 1 | 2 – 0 | 0 – 0 | 0 – 0     | 4 – 0   | 1 – 0         | 2 – 0     | 2 – 0  |
| Uit   | 2 – 1 | 5 – 0 | 1 – 3 | 1 – 0 | 1 – 1     | 2 – 1      | 1 – 2       | 2 – 4    | 0 – 0 | 0 – 1 | 1 – 1 | 1 – 0 | 0 – 1     | 2 – 0   | 1 – 1         | 0 – 3     | 0 – 0  |

### KNVB Beker
| 1e ronde                                  | Sittardia               | 0 – 1 Na verlenging | Sparta           |
| 2 april 1967 Plaats: Sittard De Baandert  |                         |                     | 117' Ad Vermolen |
| 1e ronde                                  | Go Ahead                | 1 – 0 (0 – 0)       | Sparta           |
| 7 mei 1967 Plaats: Deventer Vetkampstraat | Gerard Somer 82' (pen.) |                     |                  |

### Europacup II
| 1e ronde                                            | Floriana FC                                                              | 1 – 1 (0 – 1)    | Sparta         |
| 18 september 1966 Plaats: Gżira Empire Stadion      | Ted Phillips 65'                                                         | Wedstrijdverslag | 28' Ton Kemper |
| 1e ronde                                            | Sparta                                                                   | 6 – 0 (3 – 0)    | Floriana FC    |
| 5 oktober 1966 Plaats: Rotterdam Stadion Feijenoord | Ton Kemper 16', 83' Ad Vermolen 21', 62' Henk Bosveld 40' Jan Bouman 78' | Wedstrijdverslag |                |
| 2e ronde                                            | Servette FC                                                              | 2 – 0 (1 – 0)    | Sparta         |
| 9 november 1966 Plaats: Genève Stade des Charmilles | Jean-Claude Schindelholz 5', 62'                                         | Wedstrijdverslag |                |
| 2e ronde                                            | Sparta                                                                   | 1 – 0 (1 – 0)    | Servette FC    |
| 16 november 1966 Plaats: Rotterdam Het Kasteel      | Theo Laseroms 19'                                                        | Wedstrijdverslag |                |

## Statistieken Sparta 1966/1967

### Eindstand Sparta in de Nederlandse Eredivisie 1966 / 1967
| Stand | Gespeeld | Gewonnen | Gelijk | Verloren | Punten | Doelpunten voor | Doelpunten tegen |
| ----- | -------- | -------- | ------ | -------- | ------ | --------------- | ---------------- |
| 3e    | 34       | 20       | 8      | 6        | 48     | 50              | 25               |

### Topscorers
| #                    | Naam             | Goal |
| -------------------- | ---------------- | ---- |
| 1.                   | Henk Bosveld     | 18   |
| 2.                   | Ad Vermolen      | 11   |
| 3.                   | Jan Bouman       | 6    |
| 4.                   | Ole Madsen       | 4    |
| 5.                   | Wil van Beveren  | 2    |
| 5.                   | Ton Kemper       | 2    |
| 7.                   | Ben Bosma        | 1    |
| 7.                   | Frank Franken    | 1    |
| 7.                   | Gerrie ter Horst | 1    |
| 7.                   | Theo Laseroms    | 1    |
| Onbekende doelpunten |                  |      |
| –                    | Onbekend         | e    |
| Totaal               | Totaal           | 50   |

| #      | Naam        | Goal |
| ------ | ----------- | ---- |
| 1.     | Ad Vermolen | 1    |
| Totaal | Totaal      | 1    |

| #      | Naam          | Goal |
| ------ | ------------- | ---- |
| 1.     | Ton Kemper    | 3    |
| 2.     | Ad Vermolen   | 2    |
| 3.     | Henk Bosveld  | 1    |
| 3.     | Jan Bouman    | 1    |
| 3.     | Theo Laseroms | 1    |
| Totaal | Totaal        | 8    |

## Voetnoten
ADO ·
Ajax ·
DOS ·
DWS ·
Elinkwijk ·
Feijenoord ·
Fortuna '54 ·
Go Ahead ·
GVAV ·
MVV ·
NAC ·
PSV ·
Sittardia ·
Sparta ·
Telstar ·
FC Twente '65 ·
Willem II ·
Xerxes